# Akimi Barada
Akimi Barada (茨田 陽生?, Barada Akimi; Chiba, 30 maggio 1991) è un calciatore giapponese, centrocampista dello Shonan Bellmare.

## Palmarès

### Club

#### Competizioni nazionali
- J2 League: 2

Kashiwa Reysol: 2010, 2019
- Campionato giapponese: 1

Kashiwa Reysol: 2011
- Supercoppa del Giappone: 1

Kashiwa Reysol: 2012
- Coppa dell'Imperatore: 1

Kashiwa Reysol: 2012
- Coppa J. League: 1

Kashiwa Reysol: 2013

#### Competizioni internazionali
- Coppa Suruga Bank: 1

Kashiwa Reysol: 2014